# JQuery UI
jQuery UI — бібліотека JavaScript з відкритим вихідним кодом для створення насиченого інтерфейсу користувача в вебзастосунках, частина проекту jQuery. Побудована поверх основної бібліотеки jQuery та надає розробникові спрощений доступ до її функцій взаємодії, анімації та ефектів, а також набір віджетів.

## Можливості[2]

### Взаємодії
- Draggable — надає елементу можливість бути переміщеним за допомогою миші (див. Drag & Drop)
- Droppable — контролює де елемент, що переміщається, може бути кинутий (див. Drag & Drop)
- Resizable — надає можливість динамічно змінювати розміри елемента за допомогою миші
- Selectable — надає можливість виділяти один або кілька елементів інтерфейсу користувача з групи
- Sortable — надає можливість сортування для групи елементів

### Віджети
- Accordion — віджет «Акордеон»
- Autocomplete — поле введення з автодоповненням
- Button — поліпшена кнопка, може також бути прапорцем (check box) або радіокнопкою (radio button); всі види кнопки можна розташовувати на панелі інструментів (toolbar)
- Datepicker — віджет для вибору дати або діапазону дат
- Dialog — діалогове вікно, яке може мати будь-який вміст
- Progressbar — смуга прогресу виконання операція
- Slider — слайдер
- Tabs — вкладки

### Ефекти
- Color Animation — анімує зміну кольору компонента
- Toggle Class,Add Class,Remove Class,Switch Class — анімує зміну набору класу стилів компонента (див. CSS)
- Effect — безліч ефектів пов'язаних з появою та зникненням компонентів інтерфейсу
- Toggle — функція перемикання між режимами видимості компонентів з використанням ефектів
- Hide — функція зникнення компонента з використанням ефектів
- Show — функція появи компонента з використанням ефектів

### Утиліти
- Position — встановлення положення елемента щодо позиції іншого елемента (вирівнювання)